# Gwahoddiad
Gwahoddiad je velšský hymnus amerického původu. Autorem hudby i textu je americký metodistický kazatel Lewis Hartsough (1828–1919), jenž napsal píseň během reformačního setkání v Epworthu v Iowě v roce 1872. Z Ameriky na Britské ostrovy se píseň dostala v roce 1873, kde ji zpopularizoval na své evangelikální misii Dwight L. Moody. Velšskou verzi písně Gwahoddiad (Pozvání), vytvořil kalvinistický metodistický hudebník Ieuan Gwyllt (1822–1877). Ve Walesu mnoho lidí věří, že původ písně je velšský.
Kromě tohoto názvu je píseň známá i pod jmény: I hear Thy Welcome voice, I am coming, Lord či Welcome voice... Píseň byla přeložena do mnoha jazyků, autorem českého textu „Hlas Tvůj když volá mne“ je Gustav J. Maláč.

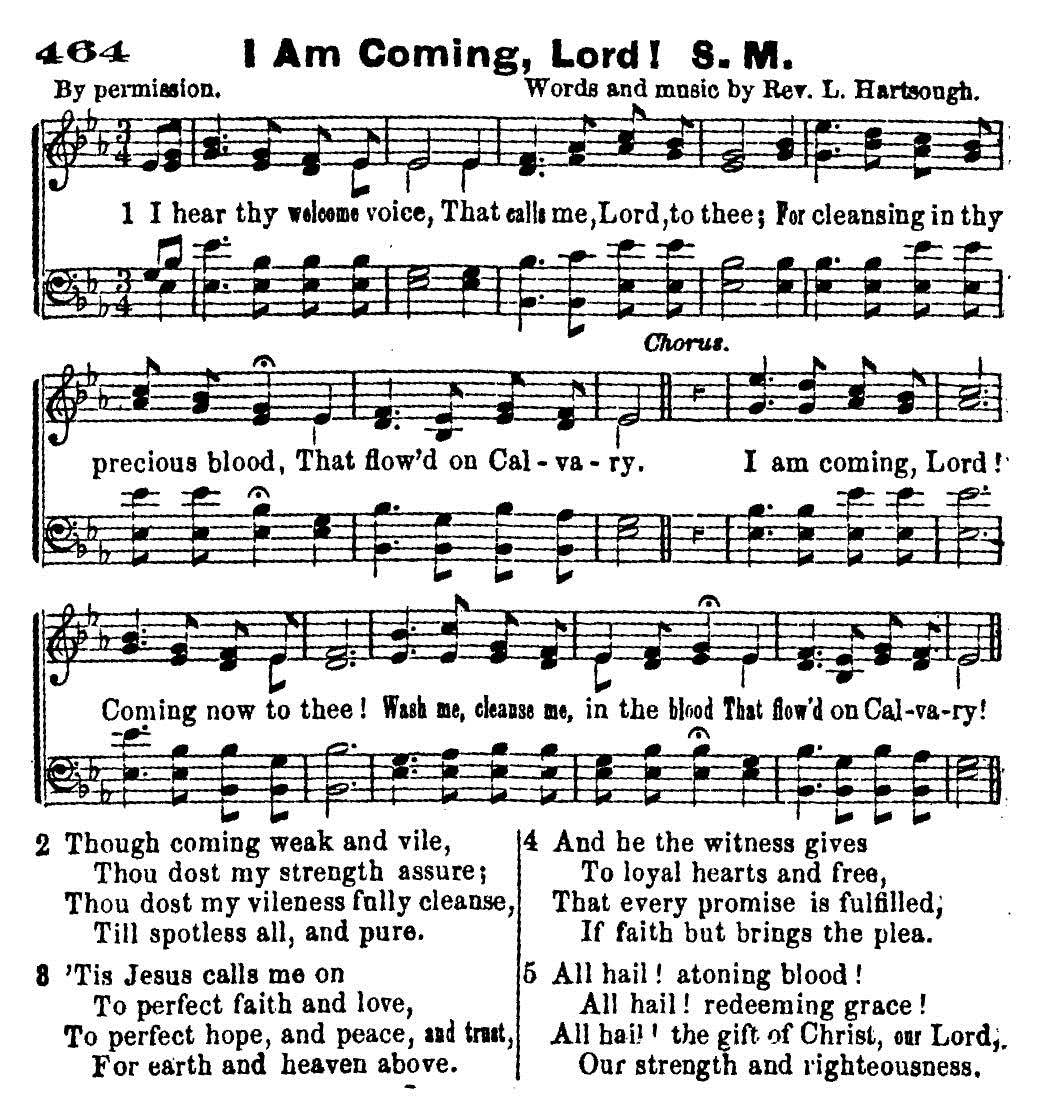
I Am Comming, Lord! (původní, rok 1872)

## Gwahoddiad(velšsky)
Mi glywaf dyner lais,
Yn galw arnaf fi,
I ddod a golchi 'meiau gyd,
Yn afon Calfari.
Byrdwn
     Arglwydd, dyma fi
     Ar dy alwad di,
     Golch fi'n burlan yn y gwaed
     A gaed ar Galfari.
Yr Iesu sy'n fy ngwadd,
I dderbyn gyda'i saint,
Ffydd, gobaith, cariad pur a hedd,
A phob rhyw nefol fraint.
Yr Iesu sy'n cryfhau,
O'm mewn Ei waith trwy ras;
Mae'n rhoddi nerth i'm henaid gwan,
I faeddu 'mhechod cas.
Gogoniant byth am drefn,
Y cymod a'r glanhad;
Derbyniaf Iesu fel yr wyf,
A chanaf am y gwaed.

## Hlas Tvůj když volá mne(Gustav J. Maláč)
Hlas Tvůj když volá mne,
jdu, Pane, Tobě vstříc
a hledám spásu duše své
pod křížem v ranách Tvých.
Refrén: Dnes k Tobě, Pane, jdu, ó přijmi duši mnou,
z mých hříchů všech mne očisti svou krví předrahou.
Tvé slovo slibuje
mi v Tobě spasení,
též pokoj duši zjevuje
a s Bohem smíření.
Své dílo dokonáš
svou vzácnou milostí,
a nové srdce jistě dáš,
když přijdu s lítostí.
Buď slaven, Pane můj,
za dílo lásky Tvé,
mou duši stále posvěcuj
a drž mne v ruce své.